# Metribolone
Il metribolone (noto anche come methyltrienolone o R1881) è un potentissimo ormone androgeno non aromatizzabile di sintesi, appartenente alla classe degli steroidi anabolizzanti. La molecola è un derivato del trenbolone con aggiunta della 17α-metilazione, tipica degli steroidi orali, che ne rafforza la resistenza alla metabolizzazione epatica.
Il metribolone è in assoluto lo steroide anabolizzante (nonché l'androgeno) più potente in termini di effetti e risultati (aumento della massa muscolare, aumento della densità ossea, rafforzamento delle cartilagini, eritropoiesi, ecc.) e più tossico mai creato (sia a livello renale sia, soprattutto, a livello epatico), sia tra quelli iniettabili sia tra quelli orali, tanto che negli anni nessuna casa farmaceutica ha mai rilasciato in commercio farmaci per umani a base di metribolone (nonostante la prima sintesi della molecola risalga a svariate decine di anni fa).
La molecola viene tuttavia ancora sintetizzata, poiché nell'ambiente chimico farmaceutico è usata, data la sua potenza, come metro di misura della potenza per gli altri steroidi anabolizzanti e i loro effetti, oltre che per misurare la densità dei recettori androgeni negli animali.. Negli Stati Uniti, esiste un prodotto veterinario a base di metribolone, usato negli allevamenti di bovini e cavalli.
A dispetto della sua tossicità elevata e dei suoi numerosi (e potenzialmente irreversibili) effetti collaterali, cloni del metribolone sono reperibili nel mercato nero e circolano comunque negli ambienti sportivi (sebbene rimanga una sostanza di nicchia rispetto agli steroidi classici, la sua procedura di sintesi è relativamente semplice da realizzare); undici pesisti greci furono trovati positivi alla molecola alle Olimpiadi di Pechino del 2008.